# Subregión del Atrato
Atrato es una de las 5 subregiones que componen el departamento del Chocó (Colombia). Está integrada por los siguientes municipios, al centro del mismo:
- El Atrato
- Bagadó
- Bojayá
- El Carmen de Atrato
- Quibdó
- Río Quito
- Lloró
- Medio Atrato